# Tour of Britain 2015
Il Tour of Britain 2015, dodicesima edizione della corsa, si svolse dal 6 al 13 settembre 2015 su un percorso di 1442 km ripartiti in 8 tappe, con partenza da Beaumaris e arrivo a Londra. Fu vinto dal norvegese Edvald Boasson Hagen della MTN-Qhubeka davanti all'olandese Wout Poels e al britannico Owain Doull.

## Tappe
| Tappa  | Data         | Percorso                    | km    | Vincitore di tappa | Leader cl. generale  |
| ------ | ------------ | --------------------------- | ----- | ------------------ | -------------------- |
| 1ª     | 6 settembre  | Beaumaris > Wrexham         | 177,4 | Elia Viviani       | Elia Viviani         |
| 2ª     | 7 settembre  | Clitheroe > Colne           | 154,5 | Petr Vakoč         | Petr Vakoč           |
| 3ª     | 8 settembre  | Cockermouth > Floors Castle | 216,3 | Elia Viviani       | Juan José Lobato     |
| 4ª     | 9 settembre  | Edimburgo > Blyth           | 218,7 | Fernando Gaviria   | Juan José Lobato     |
| 5ª     | 10 settembre | Prudhoe > Hartside Fell     | 171   | Wout Poels         | Edvald Boasson Hagen |
| 6ª     | 11 settembre | Stoke-on-Trent > Nottingham | 189,2 | Matteo Trentin     | Edvald Boasson Hagen |
| 7ª     | 12 settembre | Fakenham > Ipswich          | 221,7 | André Greipel      | Edvald Boasson Hagen |
| 8ª     | 13 settembre | Londra > Londra             | 93    | Elia Viviani       | Edvald Boasson Hagen |
| Totale | Totale       | Totale                      | 1442  |                    |                      |

## Dettagli delle tappe

### 1ª tappa
- 6 settembre: Beaumaris > Wrexham – 177,4 km

| Pos. | Corridore      | Squadra      | Tempo    |
| ---- | -------------- | ------------ | -------- |
| 1    | Elia Viviani   | Sky          | 4h26'29" |
| 2    | Mark Cavendish | Etixx        | s.t.     |
| 3    | André Greipel  | Lotto-Soudal | s.t.     |

| Pos. | Corridore      | Squadra      | Tempo    |
| ---- | -------------- | ------------ | -------- |
| 1    | Elia Viviani   | Sky          | 4h26'19" |
| 2    | Mark Cavendish | Etixx        | a 4"     |
| 3    | André Greipel  | Lotto-Soudal | a 6"     |

### 2ª tappa
- 7 settembre: Clitheroe > Colne – 154,5 km

| Pos. | Corridore            | Squadra     | Tempo    |
| ---- | -------------------- | ----------- | -------- |
| 1    | Petr Vakoč           | Etixx       | 4h02'22" |
| 2    | Juan José Lobato     | Movistar    | a 7"     |
| 3    | Edvald Boasson Hagen | MTN-Qhubeka | a 9"     |

| Pos. | Corridore            | Squadra     | Tempo    |
| ---- | -------------------- | ----------- | -------- |
| 1    | Petr Vakoč           | Etixx       | 8h28'41" |
| 2    | Juan José Lobato     | Movistar    | a 11"    |
| 3    | Edvald Boasson Hagen | MTN-Qhubeka | a 15"    |

### 3ª tappa
- 8 settembre: Cockermouth > Floors Castle – 216,3 km

| Pos. | Corridore        | Squadra  | Tempo    |
| ---- | ---------------- | -------- | -------- |
| 1    | Elia Viviani     | Sky      | 5h08'18" |
| 2    | Juan José Lobato | Movistar | s.t.     |
| 3    | Matteo Trentin   | Etixx    | s.t.     |

| Pos. | Corridore            | Squadra     | Tempo     |
| ---- | -------------------- | ----------- | --------- |
| 1    | Juan José Lobato     | Movistar    | 13h37'04" |
| 2    | Edvald Boasson Hagen | MTN-Qhubeka | a 10"     |
| 3    | Floris Gerts         | BMC         | a 12"     |

### 4ª tappa
- 9 settembre: Edimburgo > Blyth – 218,7 km

| Pos. | Corridore            | Squadra      | Tempo    |
| ---- | -------------------- | ------------ | -------- |
| 1    | Fernando Gaviria     | Etixx        | 5h13'08" |
| 2    | André Greipel        | Lotto-Soudal | s.t.     |
| 3    | Edvald Boasson Hagen | MTN-Qhubeka  | s.t.     |

| Pos. | Corridore            | Squadra     | Tempo     |
| ---- | -------------------- | ----------- | --------- |
| 1    | Juan José Lobato     | Movistar    | 18h50'12" |
| 2    | Edvald Boasson Hagen | MTN-Qhubeka | a 6"      |
| 3    | Floris Gerts         | BMC         | a 12"     |

### 5ª tappa
- 10 settembre: Prudhoe > Hartside Fell – 171 km

| Pos. | Corridore            | Squadra     | Tempo    |
| ---- | -------------------- | ----------- | -------- |
| 1    | Wout Poels           | Sky         | 4h12'22" |
| 2    | Edvald Boasson Hagen | MTN-Qhubeka | a 2"     |
| 3    | Beñat Intxausti      | Movistar    | a 17"    |

| Pos. | Corridore            | Squadra     | Tempo     |
| ---- | -------------------- | ----------- | --------- |
| 1    | Edvald Boasson Hagen | MTN-Qhubeka | 23h02'36" |
| 2    | Wout Poels           | Sky         | a 1"      |
| 3    | Rasmus Guldhammer    | Cult Energy | a 30"     |

### 6ª tappa
- 11 settembre: Stoke-on-Trent > Nottingham – 189,2 km

| Pos. | Corridore            | Squadra     | Tempo    |
| ---- | -------------------- | ----------- | -------- |
| 1    | Matteo Trentin       | Etixx       | 4h45'27" |
| 2    | Edvald Boasson Hagen | MTN-Qhubeka | s.t.     |
| 3    | Owain Doull          | Wiggins     | a 4"     |

| Pos. | Corridore            | Squadra     | Tempo     |
| ---- | -------------------- | ----------- | --------- |
| 1    | Edvald Boasson Hagen | MTN-Qhubeka | 27h47'54" |
| 2    | Wout Poels           | Sky         | a 13"     |
| 3    | Rasmus Guldhammer    | Cult Energy | a 43"     |

### 7ª tappa
- 12 settembre: Fakenham > Ipswich – 221,7 km

| Pos. | Corridore          | Squadra      | Tempo    |
| ---- | ------------------ | ------------ | -------- |
| 1    | André Greipel      | Lotto-Soudal | 5h14'42" |
| 2    | Elia Viviani       | Sky          | s.t.     |
| 3    | Sondre Holst Enger | IAM          | s.t.     |

| Pos. | Corridore            | Squadra     | Tempo     |
| ---- | -------------------- | ----------- | --------- |
| 1    | Edvald Boasson Hagen | MTN-Qhubeka | 33h02'36" |
| 2    | Wout Poels           | Sky         | a 13"     |
| 3    | Rasmus Guldhammer    | Cult Energy | a 43"     |

### 8ª tappa
- 13 settembre: Londra > Londra – 93 km

| Pos. | Corridore        | Squadra  | Tempo    |
| ---- | ---------------- | -------- | -------- |
| 1    | Elia Viviani     | Sky      | 1h50'16" |
| 2    | Juan José Lobato | Movistar | s.t.     |
| 3    | Matteo Trentin   | Etixx    | s.t.     |

| Pos. | Corridore            | Squadra     | Tempo     |
| ---- | -------------------- | ----------- | --------- |
| 1    | Edvald Boasson Hagen | MTN-Qhubeka | 34h52'52" |
| 2    | Wout Poels           | Sky         | a 13"     |
| 3    | Owain Doull          | Wiggins     | a 42"     |

## Classifiche finali

### Classifica generale
| Pos. | Corridore               | Squadra                 | Tempo     |
| ---- | ----------------------- | ----------------------- | --------- |
| 1    | Edvald Boasson Hagen    | MTN-Qhubeka             | 34h52'52" |
| 2    | Wout Poels              | Team Sky                | a 13"     |
| 3    | Owain Doull             | Team Wiggins            | a 42"     |
| 4    | Rasmus Guldhammer       | Cult Energy Pro Cycling | a 43"     |
| 5    | Zdenek Stybar           | Etixx-Quick Step        | a 51"     |
| 6    | Ruben Fernandez Andujar | Movistar Team           | s.t.      |
| 7    | Steven Kruijswijk       | Team Lotto NL-Jumbo     | s.t.      |
| 8    | Dylan van Baarle        | Team Cannondale-Garmin  | a 53"     |
| 9    | Chris Anker Sørensen    | Tinkoff-Saxo            | a 59"     |
| 10   | Xandro Meurisse         | An Post Chainreaction   | a 1'02"   |